# Вилпулка
Вилпулка (латыш. Vilpulka) — населённый пункт в Руйиенском крае Латвии. Административный центр Вилпулкской волости. Расстояние до города Валмиера составляет около 55 км. По данным на 2015 год, в населённом пункте проживало 210 человек. Есть волостная администрация, начальная школа, почтовое отделение, фельдшерский пункт, магазин.

## История
В советское время населённый пункт был центром Вилпулкского сельсовета Валмиерского района. В селе располагался колхоз «Гайсма».